# Josef Hasenöhrl

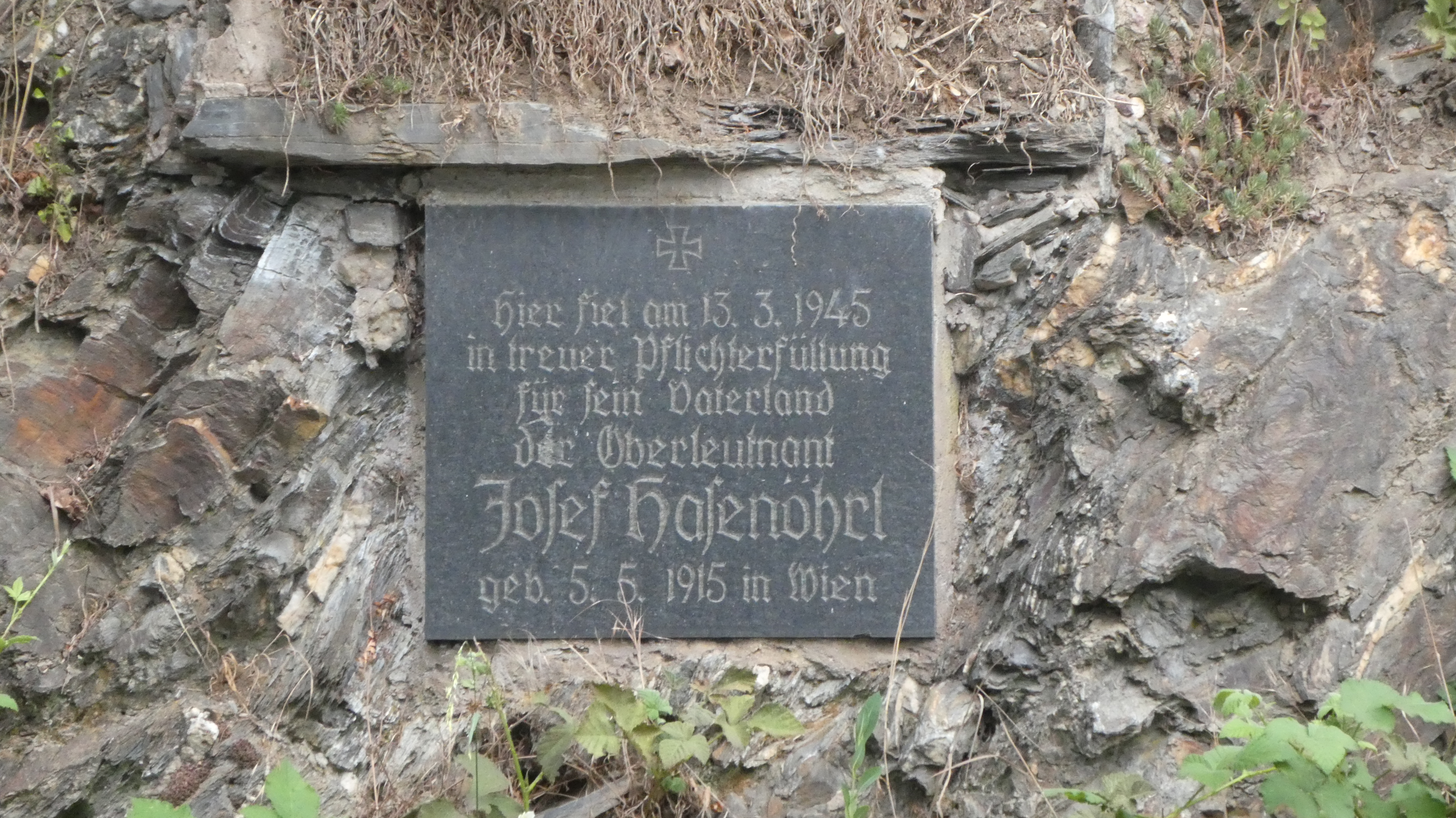
Gedenktafel in Schöndorf (an der Ruwer)

Josef Hasenöhrl (* 5. Mai 1915 in Wien; † 13. März 1945 in Schöndorf (an der Ruwer)) war ein österreichischer Ruderer, der 1936 die olympische Silbermedaille im Einer gewann.
Hasenöhrl startete seit 1930 für den Ruderverein Ellida in Wien. 1934 gewann Hasenöhrl seinen ersten österreichischen Meistertitel. Bei den Europameisterschaften 1935 siegte der Pole Roger Verey vor dem Schweizer Eugen Studach, Hasenöhrl erhielt als Dritter die Bronzemedaille.
Bei den Olympischen Spielen 1936 auf der Regattastrecke Berlin-Grünau unterlag Hasenöhrl im Vorlauf dem Deutschen Gustav Schäfer. Hasenöhrl gewann seinen Zwischenlauf, belegte aber im Halbfinale nur den zweiten Platz hinter dem Schweizer Ernst Rufli, während Schäfer das andere Halbfinale vor dem US-Amerikaner Daniel Barrow gewann. Im Finale belegte Hasenöhrl den zweiten Platz mit vier Sekunden Rückstand auf Schäfer, hatte aber seinerseits zwei Sekunden Vorsprung vor dem Drittplatzierten Barrow.
1937 fanden die Ruder-Europameisterschaften in Amsterdam statt, Studach siegte vor Hasenöhrl und Verey. Die Europameisterschaften 1938 fanden nach dem Anschluss Österreichs an Deutschland statt, Hasenöhrl siegte in Mailand als Deutscher vor Verey und Rufli und war damit der letzte Europameister vor dem Zweiten Weltkrieg.
Als 1947 die nächsten Europameisterschaften ausgetragen wurde, lebte Hasenöhrl nicht mehr. Der gelernte Drogist fiel als Leutnant der deutschen Wehrmacht 1945 an der Westfront. Er wurde auf dem Soldatenfriedhof in Sandweiler (Block P, Grab 214) beigesetzt.